# Labops utahensis
Labops utahensis är en insektsart som beskrevs av Slater 1954. Labops utahensis ingår i släktet Labops och familjen ängsskinnbaggar. Inga underarter finns listade i Catalogue of Life.